# Sean Gunn
Sean Gunn (St. Louis (Missouri), 22 mei 1974) is een Amerikaans acteur. Hij speelde onder meer Kirk Gleason in 137 afleveringen van de televisieserie Gilmore Girls.
Gunn is de jongste van zes kinderen. Zijn vier oudere broers werken ook allemaal in de entertainmentindustrie, terwijl zijn zus advocate werd. Zijn voorliefde om op te treden in toneelstukken op de middelbare school zorgden ervoor dat hij op The Goodman School of Drama terechtkwam.
Na zijn afstuderen woonde Gunn twee jaar in Chicago, waar hij een theater begon met vrienden van school. Hij heeft veel producties geregisseerd en dacht dat dat zijn carrière zou zijn, totdat hij verschillende acteerrollen kreeg in reclames en films in Chicago.
Hij is de broer van regisseur en scenarioschrijver James Gunn.

## Filmografie
| Jaar      | Productie                                   | Rol                                                  | Opmerkingen                                                       |
| --------- | ------------------------------------------- | ---------------------------------------------------- | ----------------------------------------------------------------- |
| 1996      | Tromeo and Juliet                           | Sammy Capulet                                        |                                                                   |
| 1997      | Stricken                                    | Guffy                                                |                                                                   |
| 1999      | The Auteur Theory                           | Tori York                                            |                                                                   |
| 2000      | The Specials                                | Alien Orphan                                         | Tevens producent                                                  |
| 2000-2007 | Gilmore Girls                               | Kirk                                                 |                                                                   |
| 2001      | Love, Sex & Murder                          | Bediener                                             | Korte film Tevens uitvoerend producent                            |
| 2001      | Pearl Harbor                                | Zeiler                                               |                                                                   |
| 2003      | The Man Who Invented the Moon               | Sammy Hughes                                         | Korte film Tevens uitvoerend producent                            |
| 2004      | Fish Out of Water                           | Jim                                                  | Korte film                                                        |
| 2005      | Jesus, Mary and Joey                        | Stevie                                               |                                                                   |
| 2008      | Pants on Fire                               | PK                                                   |                                                                   |
| 2010      | Super                                       | Toby                                                 |                                                                   |
| 2012      | The Giant Mechanical Man                    | George                                               |                                                                   |
| 2013      | Who the F Is Buddy Applebaum                | Pinto                                                |                                                                   |
| 2014      | Guardians of the Galaxy                     | Kraglin / Rocket Raccoon                             | motion capture van Rocket Raccoon                                 |
| 2015      | The Hive                                    | Dokter Baker                                         |                                                                   |
| 2016      | The Belko Experiment                        | Marty Espenscheid                                    |                                                                   |
| 2016      | Ordinary World                              | Ted                                                  |                                                                   |
| 2016      | Po                                          | Ben                                                  |                                                                   |
| 2017      | Guardians of the Galaxy Vol. 2              | Kraglin / Rocket Raccoon                             | motion capture van Rocket Raccoon                                 |
| 2018      | Avengers: Infinity War                      | Rocket Raccoon                                       | motion capture van Rocket Raccoon                                 |
| 2019      | Avengers: Endgame                           | Kraglin / Rocket Raccoon                             | motion capture van Rocket Raccoon                                 |
| 2021      | The Suicide Squad                           | Weasel / Calendar Man                                | motion capture en stem van Weasel                                 |
| 2021      | What If...?                                 | Kraglin                                              | televisieserie, stem van Kraglin                                  |
| 2022      | Thor: Love and Thunder                      | Kraglin / Rocket Raccoon                             | motion capture van Rocket Raccoon                                 |
| 2022      | The Guardians of the Galaxy Holiday Special | Kraglin / Rocket Raccoon                             | motion capture van Rocket Raccoon                                 |
| 2023      | Guardians of the Galaxy Vol. 3              | Kraglin / Rocket Raccoon (ook stem van jonge Rocket) | motion capture van Rocket Raccoon                                 |
| 2024-2025 | Creature Commandos                          | Weasel, G.I. Robot en Pokolistan Guard 2             | televisieserie; stem van Weasel, G.I. Robot en Pokolistan Guard 2 |
| 2025      | Superman                                    | Maxwell Lord                                         |                                                                   |